# Czesław Mocek
Czesław Mocek (ps. Spirytus, Kordzik, ur. 2 czerwca 1917 w Koźmińcu, zm. 21 sierpnia 1945 w Ostrowie Wielkopolskim) – polski wojskowy, partyzant, żołnierz ZWZ i AK. 

## Życiorys
Służbę wojskową odbył w Szkole Podchorążych Rezerwy 25. Dywizji Piechoty, a potem podjął pracę nauczyciela w Koźmińcu i Borzęciczkach. W 1939 walczył w Bitwie nad Bzurą oraz w obronie Warszawy. Uszedł niewoli niemieckiej wraz z częścią Grupy Polesie, ale nie mógł wrócić do Koźmińca, ponieważ poszukiwało go gestapo na podstawie doniesień lokalnych Niemców, pamiętających jego patriotyczne przemówienia z okresu międzywojennego. Ukrywał się w Korytnicy, Ligocie i Korytach. Wstąpił do Tajnej Organizacji Wojskowej, a potem do Związku Walki Zbrojnej. Budował siatkę łączności ZWZ Inspektoratu Rejonowego Ostrów Wielkopolski. W 1942 zorganizował oddział partyzancki ostrowskiego obwodu Armii Krajowej. Zdobył duże ilości spirytusu na stacji kolejowej w Taczanowie. Po jego sprzedaży zakupił broń i leki dla lazaretu w Raszkowie. Wykolejał pociągi w węźle ostrowskim i rekwirował broń Niemcom (leśniczówki, posterunki policji). Był dowódcą Biura Informacji i Prasy Komendy Okręgu Poznańskiego Armii Krajowej. W Ligocie zorganizował placówkę nasłuchową. Na ich podstawie redagował komunikaty dla przełożonych i lokalne pismo konspiracyjne Armia Krajowa. 
W styczniu i lutym 1945, już jawnie, walczył z rozbitymi oddziałami Wehrmachtu w okolicach Ostrowa Wielkopolskiego, jako dowódca oddziału samoobrony. Prowadził pluton ochotniczy do zdobycia poznańskiej Cytadeli. W stopniu kapitana był członkiem sztabu Wielkopolskiej Samodzielnej Grupy Ochotniczej "Warta" (współpracował wówczas z komendantem Andrzejem Rzewuskim). Był przeciwnikiem rozwiązania formacji Armii Krajowej, nie chciał też, by członkowie AK wstępowali do Ludowego Wojska Polskiego. W związku z tym wysyłał swoich żołnierzy do pracy na Ziemiach Odzyskanych. Sam przygotowywał się do studiów na Uniwersytecie Poznańskim. 21 sierpnia 1945, w wyniku zdrady członka jego oddziału o pseudonimie Burza, został zamordowany koło swojego domu, strzałem w tył głowy przez pracownika Urzędu Bezpieczeństwa w zagrodzie swych teściów Błaszczyków, w Ligocie. Pochowano go na cmentarzu w Nowej Wsi. Losy jego zabójców pozostały nieznane. 
Miał syna, który urodził się już po jego śmierci.

## Odznaczenia i upamiętnienie
Za walkę w Armii Krajowej odznaczony został Krzyżem Virtuti Militari V klasy.
W 75. rocznicę jego śmierci, na murze domu, w którym się urodził, umieszczono tablicę pamiątkową. W uroczystości uczestniczył poseł Tomasz Ławniczak. Brała w nich też udział rodzina "Spirytusa", między innymi jego syn Czesław Mocek (junior) oraz organizator Marian Gęstwa.